# Czapkowszczyzna
Czapkowszczyzna (lit. Čepkiškės) – wieś na Litwie, w okręgu wileńskim, w rejonie wileńskim, w gminie Sużany.

## Historia
W dwudziestoleciu międzywojennym folwark leżący w Polsce, w województwie wileńskim, w powiecie wileńsko-trockim, w gminie Niemenczyn. W 1931 miejscowość liczyła 7 mieszkańców, zamieszkałych w 1 budynku.
Po II wojnie światowej w granicach Związku Sowieckiego. Od 1991 na niepodległej Litwie.